# Ramón Power y Giralt

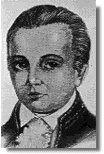
Ramón Power y Giralt

Ramón Power y Giralt (* 7. Oktober 1775 in San Juan, Puerto Rico; † 10. Juni 1813 in Cádiz, Spanien) war nach Angaben des puerto-ricanischen Historikers Lidio Cruz Monclova einer der ersten gebürtigen Puerto-Ricaner, der sich selbst als solcher bezeichnete. Er kämpfte für die Gleichstellung Puerto Ricos vor der parlamentarischen Regierung Spaniens.

## Leben
Ramón Power y Giralt besuchte eine Privatschule in seiner Heimatstadt San Juan. 1788 wurde er als 13-Jähriger nach Bilbao geschickt, um dort seine Ausbildung fortzusetzen. Im Alter von 17 Jahren begann er sein Studium der Marine in Spanien. Mit der Graduierung wurde er zum Leutnant der spanischen Marine ernannt. Später stieg er zum Admiral auf. Er bewährte sich 1808/09 bei der Verteidigung der spanischen Kolonie Santo Domingo gegen eine Invasion der Franzosen, indem er eine Blockade verstärkte.
1810 wurde Ramón Power y Giralt vom lokalen „Junta Central Gobernativa del Reino“ (zentrale Regierungsgremium des Königreiches) ausgewählt, um Puerto Rico am spanischen Gerichtshof von Cádiz, der parlamentarischen Versammlung, die sich in der südspanischen Hafenstadt Cádiz traf, während der Besetzung durch Napoléon Bonaparte (der seinen Sohn Joseph zum Nachfolger von König Ferdinand VII. ernannt hatte) zu repräsentieren. Einer seiner größten Förderer war Bischof Juan Alejo de Arizmendi, der ihm seinen Bischofsring gab, damit er nie seine Landsleute vergesse. Giralt war während seiner kurzen Zeit als Gerichtsabgeordneter, die am 8. Juni 1810 begann, ein eifriger Advokat für Puerto Rico. Er wurde zum Vizepräsidenten des Gerichts ernannt und erlangte die Macht, um die Wirtschaft Puerto Ricos zu fördern. Das bekannteste Werk der Versammlung war die Verfassung von 1812.
Ramón Power y Giralt starb am 10. Juni 1813 infolge einer Gelbfieber-Epidemie, die sich in Europa ausgebreitet hatte. Nach Angaben der englischsprachigen puerto-ricanischen Zeitung The San Juan Star setzt sich eine Bewegung dafür ein, dass seine Leiche nach Puerto Rico gebracht wird. Derzeit ruhen seine Überreste zusammen mit anderen Abgeordneten in einem Massengrab auf dem Oratorio San Felipe Neris in Cádiz, wo sie einem DNA-Test unterzogen werden.
Puerto Rico hat mehrere Straßen und Schulen nach Ramón Power y Giralt benannt. Seine restaurierte Residenz beherbergt den Puerto Rico Conservation Trust in Old San Juan. Jose Campeche ehrte ihn in einem Gemälde mit dem Titel „Shipwreck of Power“. Der grafische Künstler Lorenzo Homar hat ihm ebenfalls eines seiner Werke gewidmet.
| Personendaten    | Personendaten                            |
| ---------------- | ---------------------------------------- |
| NAME             | Power y Giralt, Ramón                    |
| KURZBESCHREIBUNG | puerto-ricanischer Admiral und Politiker |
| GEBURTSDATUM     | 7. Oktober 1775                          |
| GEBURTSORT       | San Juan, Puerto Rico                    |
| STERBEDATUM      | 10. Juni 1813                            |
| STERBEORT        | Cádiz, Spanien                           |